# 坦桑尼亚地理

坦桑尼亚地图

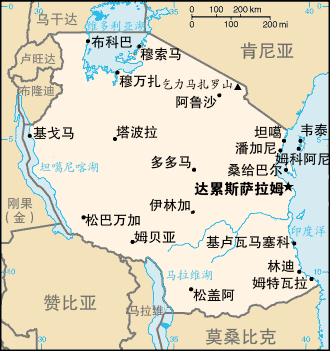
坦桑尼亚地图

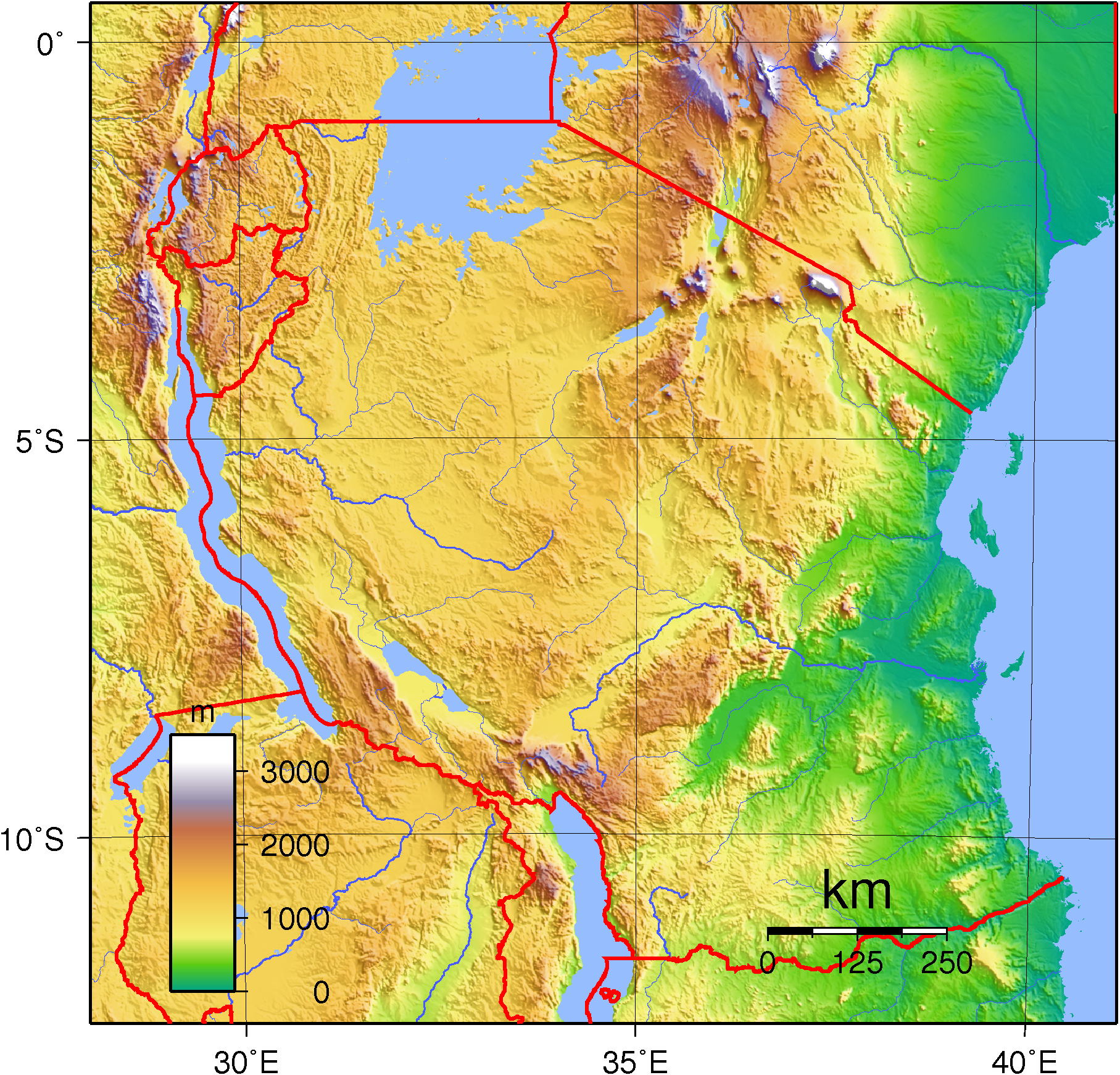
坦桑尼亚地图

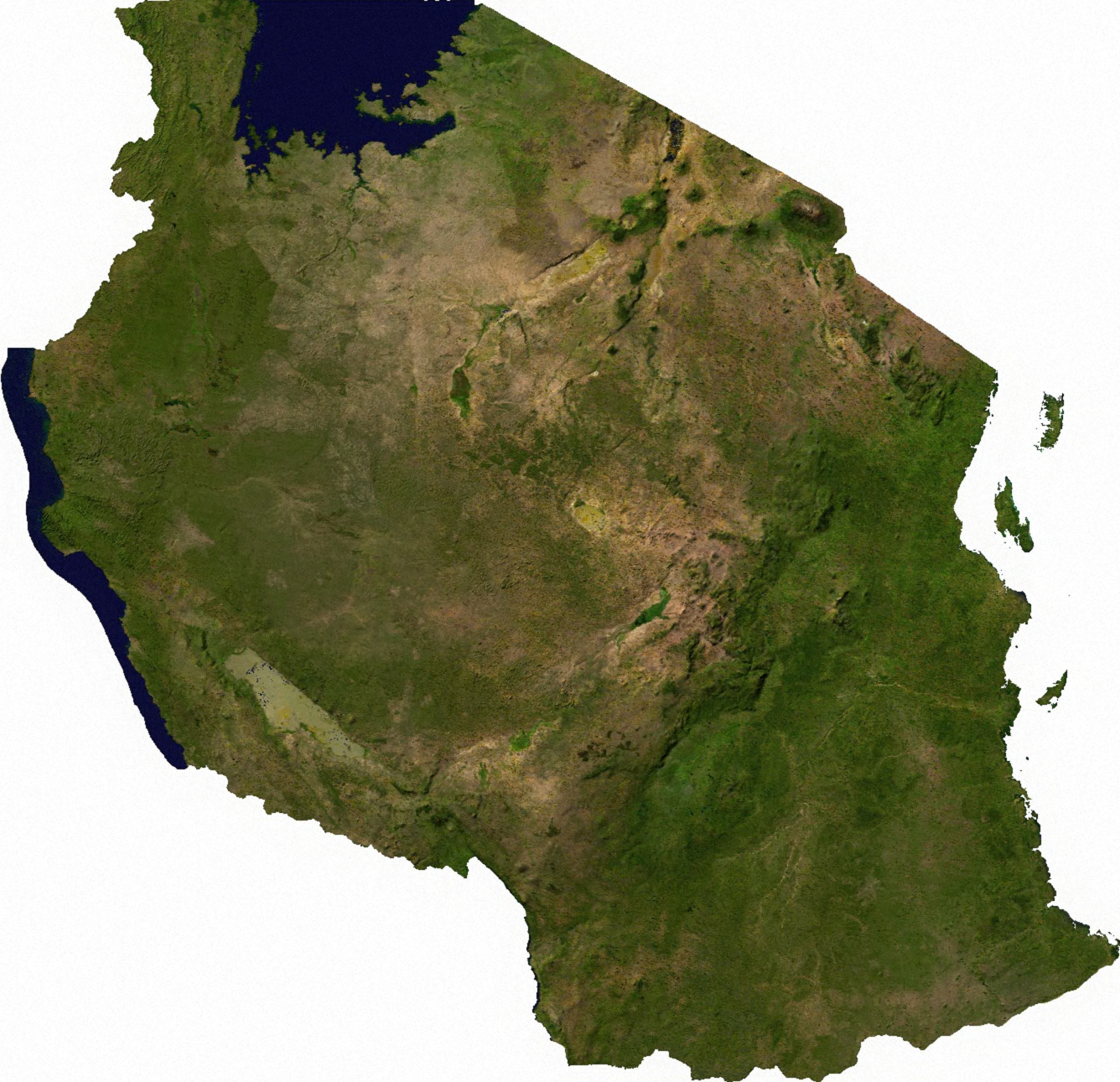
坦桑尼亚地图

坦桑尼亞位于非洲东部、赤道以南。北与肯雅和乌干达交界，南与赞比亚、马拉维、莫桑比克接壤，西与卢旺达、布隆迪和为邻，东濒印度洋。大陆海岸线长840公里。东部沿海地区和内陆部分低地属热带草原气候，西部内陆高原属热带山地气候。大部分地区平均气温21—25℃。桑给巴尔的20多个岛屿属热带海洋性气候，终年湿热，年平均气温26℃。
位於坦尚尼亞東北部的吉力馬札羅山，海拔5,895米，為非洲最高峰。
坦桑尼亞湖有坦噶尼喀湖, 维多利亚湖和马拉维湖.